# St. Elizabeth
St. Elizabeth és una població dels Estats Units a l'estat de Missouri. Segons el cens del 2000 tenia 297 habitants.

## Demografia
Segons el cens del 2000, St. Elizabeth tenia 297 habitants, 91 habitatges, i 63 famílies. La densitat de població era de 126 habitants per km².
Dels 91 habitatges en un 37,4% hi vivien nens de menys de 18 anys, en un 67% hi vivien parelles casades, en un 1,1% dones solteres, i en un 29,7% no eren unitats familiars. En el 27,5% dels habitatges hi vivien persones soles el 19,8% de les quals corresponia a persones de 65 anys o més que vivien soles. El nombre mitjà de persones vivint en cada habitatge era de 2,73 i el nombre mitjà de persones que vivien en cada família era de 3,39.
Per edats la població es repartia de la següent manera: un 25,9% tenia menys de 18 anys, un 6,1% entre 18 i 24, un 25,3% entre 25 i 44, un 10,1% de 45 a 60 i un 32,7% 65 anys o més.
L'edat mediana era de 40 anys. Per cada 100 dones de 18 o més anys hi havia 77,4 homes.
La renda mediana per habitatge era de 39.375 $ i la renda mediana per família de 42.188 $. Els homes tenien una renda mediana de 27.031 $ mentre que les dones 19.375 $. La renda per capita de la població era de 13.882 $. Cap de les famílies i el 2,7% de la població estaven per davall del llindar de pobresa.

## Poblacions properes
El següent diagrama mostra les poblacions més properes.